# Campionati nordici di lotta 2011
I campionati nordici di lotta 2011 si sono svolti a Tallinn, in Estonia, il 13 maggio 2011.

## Podi

### Lotta greco-romana
| Evento        | Oro                   | Argento          | Bronzo              |
| Fino a 55 kg  | Anders Rønningen      | Thomas Rønningen | Joakim Fagerlund    |
| Fino a 60 kg  | Jarkko Ala-Huikku     | Jani Haapamäki   | Håkan Nyblom        |
| Fino a 66 kg  | Juha Petteri Hiltunen | Sergejs Mironovs | Sharur Vardanyan    |
| Fino a 74 kg  | Aleksandrs Višņakovs  | Henri Välimäki   | Christoffer Nilsson |
| Fino a 84 kg  | Fisnik Zahiti         | Eerik Aps        | Lennie Persson      |
| Fino a 96 kg  | Christoffer Ljungbeck | Ardo Arusaar     | Rami Hietaniemi     |
| Fino a 120 kg | Heiki Nabi            | Taisto Lalli     | Sebastian Lönnborn  |